# Cremolobus subscandens
Cremolobus subscandens är en korsblommig växtart som beskrevs av Carl Ernst Otto Kuntze. Cremolobus subscandens ingår i släktet Cremolobus, och familjen korsblommiga växter. Inga underarter finns listade i Catalogue of Life.